# Kapuzinerkloster Baden
Das Kapuzinerkloster Baden ist ein ehemaliges Kloster des Kapuzinerordens in der Stadt Baden, Kanton Aargau in der Schweiz. Die Grundsteinlegung für den ersten Klosterbau ausserhalb des Stadtbachgrabens erfolgte 1591. Das Kloster wurde 1841 aufgehoben. Der 1653 gegründete zweite Klosterkomplex wurde 1855 für den Bau des Alten Schulhauses abgerissen. Die Klosterkirche diente danach als Schulkapelle, bis man sie 1877 ebenfalls abriss.

## Geschichte
Den ersten Klosterbau legte man zwischen 1588 und 1591 südlich des Stadtturms jenseits des Stadtgrabens an. Aufgrund des starken Zulaufs entstand 1653 auf dem Gelände ein grösserer Neubau. Der Rat der Stadt hatte einen anderen Standort abgelehnt und bestand darauf, dass das Kloster nicht mehr als zwölf Personen umfasse. Die im Provinzarchiv Luzern erhalten Originalrisse können aufgrund der baulichen Details und der Handschrift dem ab 1654 offiziell amtierenden Ordensbaumeister Probus Heine zugeschrieben werden. Während des Schweizer Bauernkriegs von 1653 beauftragte die Tagsatzung den Guardian des Badener Kapuzinerklosters, die aufständischen Solothurner Bauern zu beruhigen. Möglicherweise wurde für diese Vermittlertätigkeit die Position des Rates aufgeweicht. Der Bauplan von 1653 sah 28 Zellen und damit eine mehr als doppelt so hohe Zahl von Brüdern vor.
Als Reaktion auf bewaffnete Unruhen, die durch die Verhaftung des Bünzer Komitees ausgebrochen waren, hob der Grosse Rat am 13. Januar 1841 das Kloster zu Beginn des Aargauer Klosterstreits abrupt auf. Die Brüder mussten innerhalb von 48 Stunden das Kloster verlassen. Dem Guardian Theodosius Florentini wurde vorgeworfen, die Landbevölkerung zum Aufstand angestachelt zu haben. Florentini konnte sich durch Flucht ins Elsass dem Prozess entziehen. Der 1843 endgültig in den Besitz der Ortsbürgergemeinde übergangene Gebäudekomplex wurde bis 1855 als Knabenschule genutzt. Nach dem Abriss entstand ab 1856 auf dem Gelände das Alte Schulhaus. Die Klosterkirche wurde zunächst weiter als Schulkapelle genutzt, jedoch 1876 ebenfalls abgerissen. Der Kapuzinergarten wurde parzelliert und an Bürger verpachtet. Heute sind in der ehemaligen Alten Schule die Kantonspolizei, das Bezirksgericht, das Bezirksamt und das Bezirksgefängnis untergebracht.
Seit 1949 unterhielten die Kapuziner eine Niederlassung in der Villa Rebberg in Ennetbaden. Der Standort wurde als Hospiz geführt, eine Klostergründung wäre infolge der bis 1973 gültigen Bestimmungen der Bundesverfassung unmöglich gewesen. Im Hospiz wirkten jeweils zwischen vier und sieben Kapuziner (Patres und Brüder), letzter Superior war Siegfried Müller (1932–2013). Sie leisteten in 34 Pfarreien der Dekanate Baden und Zurzach pastorale Aushilfen und konzentrierten sich daneben auf die Arbeiter-, Bauern- und Krankenseelsorge. Im Herbst 1977 wurde das Hospiz wiederum aufgegeben, diesmal auf Beschluss des Provinzrates. Grund waren die rückläufigen Mitgliederzahlen des Ordens.

## Organisation

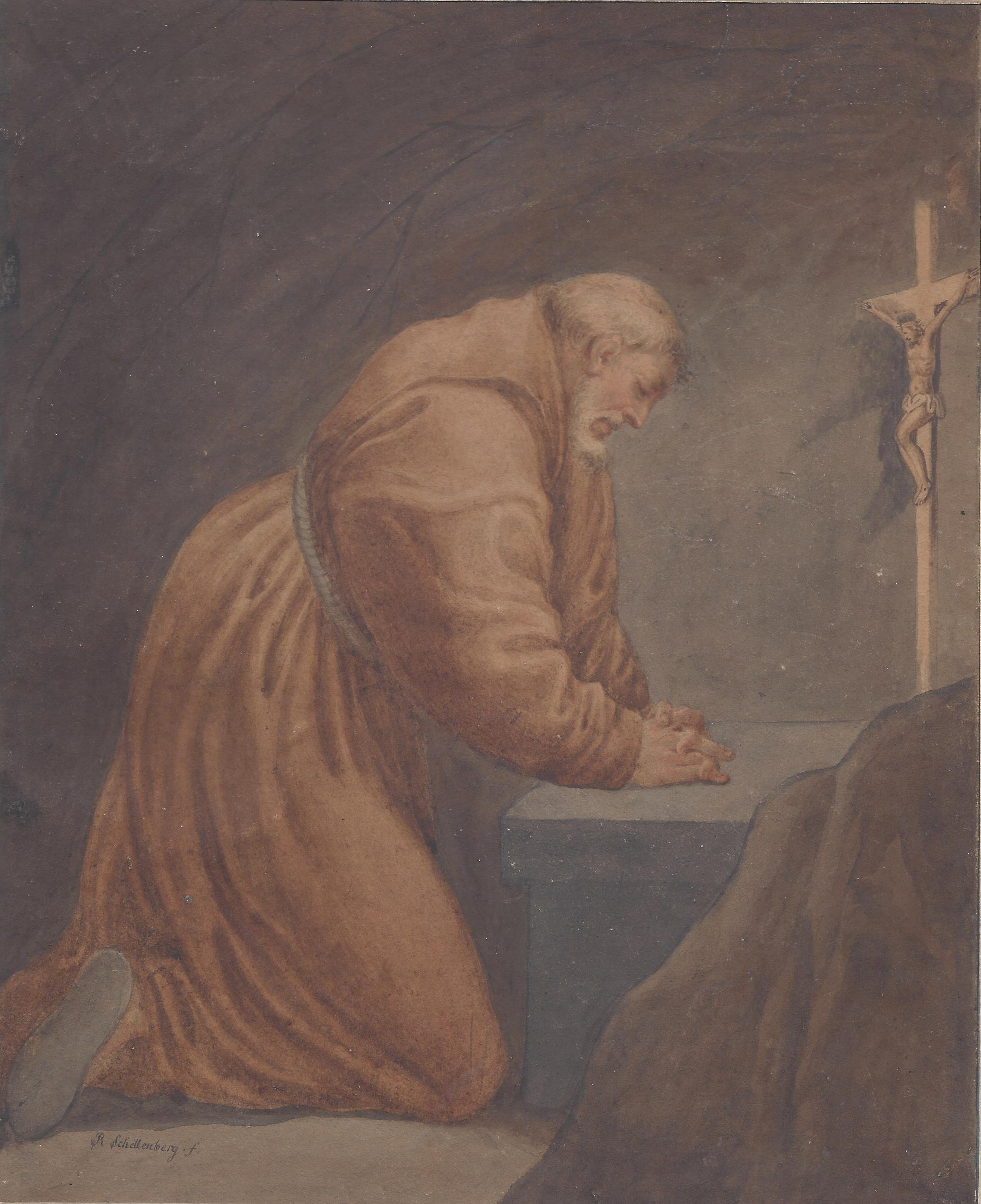
Johann Rudolf Schellenberg: Kapuziner im Gebet, Aquarell um 1780

### Aufgaben und Tätigkeitsbereiche des Konvents
Die Ordenspriester der Kapuziner halfen zeitweilig innerhalb des Dekanats aus. Ab 1670 kam nach der Abschaffung des Pfarrzwanges die Spendung des Bußsakraments hinzu. Die seelsorgerische Betreuung der Kranken und Sterbenden war nach dem Usus der Zeit fast ausschliesslich den Kapuzinern anvertraut. Kapuziner nahmen sich in Gefängnissen in besonderer Weise Inhaftierter und Verurteilter an und begleiteten die zum Tode Verurteilten auf ihrem letzten Gang.
Ein weiterer Schwerpunkt lag in der Mission. Wiederholt gab es Beschwerden wegen schmähender Kontroverspredigten, so durch den Guardian Gaudentius von Baden in Zurzach am Osterdienstag 1632. Der Kapuzinerorden erwarb sich grosse Verdienste bei der Versorgung der Pestkranken in den Epidemien des 16. und frühen 17. Jahrhunderts. Krankenseelsorge und Krankenpflege gingen ineinander über.

## Aufbau der Anlage

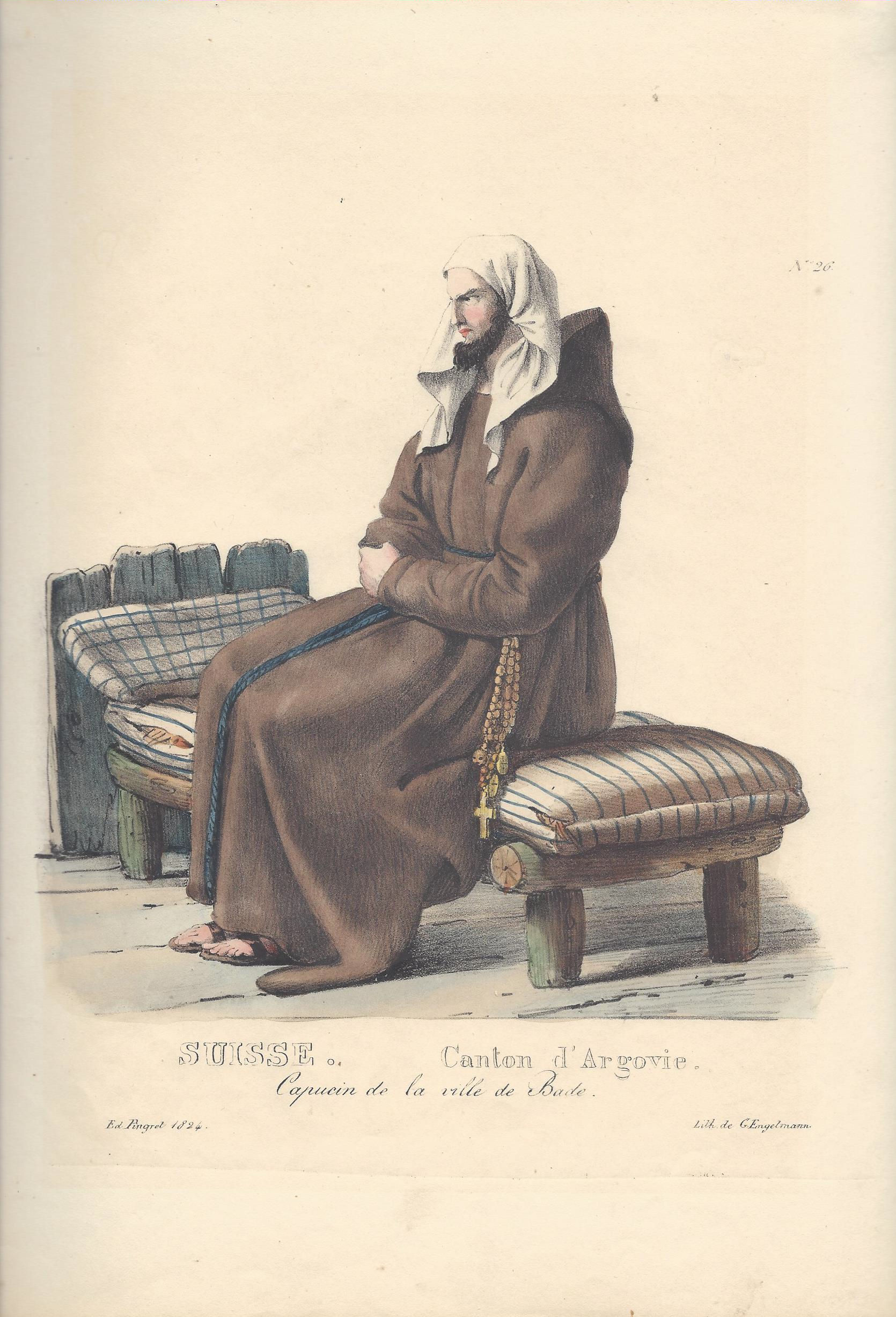
Édouard Pingret: Capucin de la ville de Bade («Badener Kapuziner»), Lithografie bei Godefroy Engelmann, 1824

### Aussenanlage
Das kompakt genutzte Klostergelände lag vor dem Stadtturm jenseits des Stadtgrabens. Üblicherweise stand nur die Fassade der Klosterkirche frei. Das übrige Gelände wurde bei Kapuzinerklöstern der Zeit von einer Mauer eingefasst. Anzunehmen, da in den Regeln vorgegeben, sind ein Nutz- und Kräutergarten, ein Baumgarten und ein Wirtschaftshof mit Brunnen und Viehtränke.

### Kirchenschiff, Äusserer Chor, Innerer Chor
Die Baurisse von 1653 im Provinzarchiv sind überliefert. Üblicherweise lagen der Kircheneingang und die Besucherzimmer an der Strasse. Die Zellenfenster gingen entweder auf den Rechteckhof oder auf die Gärten. Der Kirchentyp folgt dem venetisch-tirolischen Schema der zeitgenössischen Kapuzinerkirchen. Ausgehend von den bauzeitlichen Plänen im Provinzarchiv Luzern stand das rechteckige Kirchenschiff (Raum für die Bevölkerung) im Norden der Anlage. In dem kleineren ihr südlich angebauten rechteckigen Gebäudetrakt mit zwei Kreuzgewölben folgten der durch das Chorgitter unter dem Transversalbogen abgetrennte Äusseren Chor (= Altarraum) und nach Westen der Innere Chor (= Gebetsraum der Kapuziner). Der Innere Chor und der Äussere Chor waren im Gebrauch der Zeit durch zwei während der Handlungen verschlossene Fenster und eine Trülle verbunden. Die beiden Fenster ermöglichten Beichte und Kommunion. Durch die Trülle wurden die aus liturgischen Gründen benötigten Mittel Wein, Wasser und Brot ausgetauscht. Konventsseitig ermöglichte ein oben gelegenes Fenster, den Einblick in das Kirchenschiff. Die Kanzel wurde über die im Obergeschoss des Konventstrakts gelegene Bibliothek erreicht. Auf der Südseite des Äusseren Chors befand sich ein Oratorium.

### Konventstrakt
Der vierflügelige Konventstrakt, das Quadrum, südlich der Kirche wurde durch einen Eingangskorridor erschlossen. Der verschmälerte Nordflügel beinhaltete das Oratorium mit einem Fenster zum Presbyterium. Vermutlich grenzten an den Rechteckhof zwei Galerien. Über eine Tür zur Klausur gelangte man am Ende des Eingangskorridors in den Ostflügel, der die Sakristei, drei Zimmer für Funktionsräume und Necessarium sowie im südöstlichen Eckzimmer die Küche enthielt. Im Südflügel war das Refektorium untergebracht. Im ausserhalb der Klausur liegenden Westflügel befanden sich Sprechzimmer, der obligate Armenspeisesaal und eine beheizbare Pilgerstube. Zwei Treppen im nordöstlichen Ostflügel und im südwestlichen Westflügel führten in das Obergeschoss.
Im Obergeschoss des Quadrums befanden sich im Ost- und im Südflügel das Dormitorium mit 28 Zellen. Hinzu kamen Funktionsräume, Gästezimmer und die Infermeria. Die Bibliothek im Westflügel grenzte an die Wand der Laienkirche und war mit einem Zugang zur Kanzel versehen.

## Erhaltene Ausstattung des Klosters

### Tafelbilder, Monstranz und Glocke
Das in der Sebastianskapelle erhaltene Hauptaltarblatt stellt dem Patrozinium folgend die Muttergottes Maria und den Hl. Franziskus im Gespräch mit den hll. Katharina von Alexandrien und Johannes dem Täufer dar. Das der Bologneser Schule zuzuordnende Altarblatt ist mit 1592 datiert und nennt als Maler Annibale Carracci. Dem Inventar zufolge wurde das Bild 1593 durch den spanischen Gesandten Pompeius de la Croce gestiftet. In der Sebastianskapelle ist ebenfalls das Altarblatt eines Seitenaltares erhalten. Er zeigt den Englischen Gruss. Der Tabernakel wird im Landvogteischloss aufbewahrt. Die nach Vorschriften im 6. Kapitel der Konstitution maximal 150 Pfund schwere Klosterglocke aus dem Jahr 1652 hängt im Türmchen der Kapelle St. Nikolaus. Die entgegen der Konstitution aus Silber getriebene und teilvergoldete Sonnenmonstranz von 1730 wird heute im Kapuzinerkloster Stans aufbewahrt.

### Bibliothek
Nach den Ordensregeln war der private Besitz von Büchern untersagt: «Da es immer Absicht unseres Vaters [Franziskus] war, dass die Brüder die für sie notwendigen Bücher in Gemeinschaft hätten und nicht privat, um die Armut besser zu beobachten und jegliche Anhänglichkeit an die Bücher und jede Liebhaberei vom Herzen fernzuhalten, wird verordnet, dass es in jedem Konvent einen kleinen Raum gebe, in dem die Heilige Schrift sowie die Werke einiger heiliger Lehrer aufbewahrt werden». Dem bis zu zehn Jahre dauernden Studium der Novizen und Kleriker sowie der Vorbereitung der Predigten verdanken die zum Teil durch Schenkungen erweiterten Kapuzinerbibliotheken ihre Entstehung.
Nach der Auflösung des Klosters gelangten die Bücher 1841 in die Aargauer Kantonsbibliothek. Der Bibliothekskatalog hat sich im Staatsarchiv Aargau erhalten und ein Katalog. Der aus den Kapuzinerklöstern übernommene Bestand wurde noch 1857 als wenig oder nicht bedeutend eingestuft, da er vornehmlich aus asketischen Schriften, Ausgaben der Kirchenväter und Klassikern bestand.

## Herausragende Mitglieder

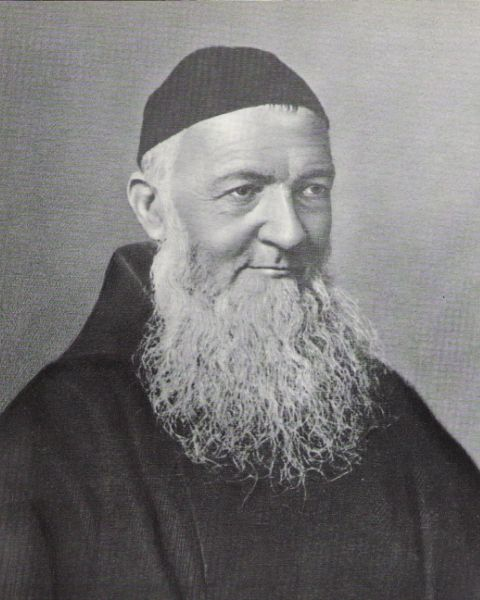
Der letzte Guardian Theodosius Florentini

- Ludwig (von Sachsen) Einsiedel (1554–1608), erster Guardian von 1591 bis 1596[16]
- Theodosius Florentini (1808–1865), Sozialreformer, Guardian in Baden von 1838 bis 1841